# Internetsteuer
Als Internetsteuer  wird eine Besteuerung der Internetnutzung bezeichnet.

## Internetsteuer in Ungarn
Im Oktober 2014 wurde im Entwurf der Änderungen des ungarischen Steuergesetzes von Seiten der Regierung über die Einführung einer Steuer auf die Nutzung des Internets diskutiert. Die Rede war von 150 Forint (knapp 0,49 Euro) pro Gigabyte Datenverkehr bis zu einer Obergrenze von 700 Forint pro Monat für Privatpersonen und 5000 Forint für Firmenkunden. Europaweit war das die erste und bis jetzt einzige Steuerabgabe dieser Art. Laut ungarischer Regierungsplan hätte diese Besteuerung 80 bis 100 Millionen Euro im Jahr eingebracht, welche in den Ausbau des ungarischen Breitbandinternets fließen hätten sollen.
Daraufhin wurde über die Facebook-Gruppe „Hunderttausende gegen die Internet-Steuer“ zu Protesten aufgerufen, an denen letztlich tausende von Menschen teilnahmen. Daraufhin wurde das Projekt zurückgezogen.
Telekommunikations- und Internetunternehmen hatten das Projekt verurteilt, da es die Wettbewerbsfähigkeit des Landes senken würde.